# 普通教育高级程度证书

A-Level标志

普通教育高级程度证书（英語：The General Certificate of Education Advanced Level，简称 GCE A-Level 或 A-Level）是学生完成12-13年级的两年制大学预科的学业后，所取得的由英国（不包括苏格兰）或英国海外属地教育部颁发的的普通中等教育文凭，在修读完中等教育普通證書之后参加，供16-19岁的学生修读，通常为期两年。A-Level 在1951年首次推出，用以取代以前的高等中学毕业会考（HSC）。完成 A-Level 学业之后，通常会得到 GCE A-Level 证书。
A-Level 中文译作“高级程度”。在新加坡，有时候也写成 'A' Level（中文译成“'A'水准”）。而香港地區正式法定中文名稱為香港高級程度會考。
A-Level 是源于英国的通過考試而取得畢業證書的制度。英国以外的其他一些国家地区，如新加坡、斯里兰卡和马来西亚、香港，也有 A-Level 学制，但不一定使用GCE的名称。新加坡、马耳他、南非也会举行同名的考试，但由于教育制度已经发生改变，在这些地方的A-level教育通常已经在风格、系统上有了较大转变，香港的 HKALE ，原本是由香港大學主辦的高級程度入學資格考試，當香港考試局成立並接辦該考試後，也没有称为GCE，而作Hong Kong Advanced Level Examination香港高級程度會考。
现在A-level资格在全球许多非英属地区也可以获得，由于它在全球具有普遍的认可性，使之成为很多国际学校教育体系的选择。中国大陆很多高中也正在和英国展开2+2的合作。

## 目前使用地區
許多國家使用A-level作為離校的資格證明。在英國以及部分國家使用的A-level不完全相同。

### 英國
英國的 A-levels 為英格蘭、威爾斯及北愛爾蘭結束中學時期的資格證明。在蘇格蘭地區，主要使用蘇格蘭的進階高級程度證書（Advanced Higher），但也有部分學校使用 A-level。在英國有五個主要的A-level考試委員會（Exam board），如下所示：
- 評估與資格聯盟（Assessment and Qualifications Alliance／AQA）
- 牛津、劍橋與 RSA 測驗（Oxford, Cambridge and RSA Examinations／OCR）
- 爱德思（Edexcel）（培生爱德思 - 倫敦試驗 Edexcel Pearson - London Examinations）
- 威爾斯聯合教育委員會（Welsh Joint Education Committee／WJEC）
- 課綱、試驗與評估委員會（Council for the Curriculum, Examinations & Assessment／CCEA）

爱德思以及劍橋大學考試委員會國際考試部（Cambridge International Examinations／CIE）也提供英國本土以及世界各地的國際版的英國 A-levels 。
英國版的 A/AS levels 也可以在許多大英國協或是前大英國協的會員國報名參與。英國在國外的國際學校通常提供舉辦「爱德思」（Edexcel）或是劍橋國際測驗（Cambridge International Examinations）。OxfordAQA（剑桥AQA考试局）也在2021年进入国际市场参与国际A-Level的考试和国际GCSE的考试。

### 尼泊爾
在尼泊爾，通常由部分私立學校，公立或是國際學校提供劍橋大學考試委員會國際考試部的A-level測驗，為尼泊爾教育部門 Higher Secondary Education Board （页面存档备份，存于）（HSEB）+2 接受。
A-level 在尼泊爾為不少學生的選擇。某些學校也提供 GCE A-level 的課程，包括 Budhanilkantha School、Rato Bangala School、Global College International、St. Xavier's College, Maitighar、Graded English Medium School（GEMS）、Little Angels' School（LAS）、Chelsea International Academy、Kathmandu University High School、Malpi Institute、Butuwal Public School、Gandaki Boarding School、Saipal Academy （页面存档备份，存于） 以及 Andrew J. Wild（AJW）college 等學校。

### 巴基斯坦
巴基斯坦的非政府單位、私立機構、國際文憑組織等也提供 A-levels 試驗。巴基斯坦的 A-levels 試驗由國際性考試委員會，如艾德斯（Edexcel）主導，而課程相當於巴基斯坦的「高中畢業考試」（Higher Secondary School Certificate）。在巴基斯坦，A-level 也可以在私立學校接受課程。許多學校也會提供相關的課程供學生作為另一項選擇。某些國際型教育機構也會提供A-level課程，包括 Army Burn Hall College、Abbottabad、The City School、Garrison Academy for Cambridge Studies、Divisional Model College Faisalabad、Beaconhouse School System、LACAS (Lahore College of Arts & Sciences)、Lahore Grammar School 以及 Fazaia Inter School System 和其他學校如 Karachi Grammar School、Southshore School for A level studies、Generation's School、Bahria College、St. Patrick's High School、Cadet College Jhang、St. Michael`s Convent School、The Fahim's School、Chand Bagh School 以及 The Roots School System。

### 汶萊
在汶萊，由劍橋大學考試委員會國際考試部提供A-level考試測驗。某些科目或是課綱為汶萊特有的考試項目。

### 馬來西亞
在馬來西亞，由馬來西亞考試委員會提供相當於A-level的馬來西亞高等教育文憑（Sijil Tinggi Persekolahan Malaysia／STPM）考試測驗，某些科目或是課綱為馬來西亞特有的考試項目。

### 模里西斯
模里西斯， A/AS Level 證書為模里西斯的「高等中學畢業考試」（Higher School Certificate）的一部份，學生必須接受「模里西斯考試」（Mauritius Examinations Syndicate）以及劍橋大學考試委員會的考試都通過後方可畢業。考試提供多種語言，包括法語，並且與國家教育部門合作訂定標準的考試項目。除此之外，國際艾德斯 A-Level 也可使用，一樣要透過模里西斯的考試委員會報名。

### 塞席爾
在塞席爾，由劍橋大學考試委員會國際考試部提供 A-level 考試測驗。某些科目或是課綱為塞席爾特有的考試項目。

### 澳門
在澳門，部份主要以英文作為教學語言非公立學校或國際學校提供A-level考試。
Pearson Edexcel International A-level
- 澳門培正中學 (路環校部）
- 嘉諾撒聖心英文中學
- 聖羅撒英文中學
- 澳門慈幼中學
- 陳瑞祺永援中學
- 粵華中學（英文部）

Cambridge International A-level
- 澳門聖公會中學
- 聯國學校
- 傳承國際學校

### 新加坡
在新加坡，由新加坡教育部、新加坡考試與評鑑局（Singapore Examinations and Assessment Board）以及劍橋大學考試委員會國際考試部共同舉辦新加坡-劍橋普通教育證書高級水準。

### 斯里蘭卡
在斯里蘭卡，由公立以及非公立學校提供 A-level 試驗。大部分為本地 A-Level，而私校提供倫敦 A-levels。本地 A-Level 試驗由斯里蘭卡的考試部門（Department of Examinations）提供。申請斯里蘭卡大學通常會要求通過 A-levels 。

### 印度
在印度，部分私立學校以及國際學校提供劍橋大學考試委員會國際考試部的 A-Level 試驗，作為取代「印度學校畢業資格」（Indian School Certificate／ISC）的另一項選擇。

### 津巴布韦
在津巴布韦，由津巴布韦考試委員會（Zimbabwe School Examinations Council／ZIMSEC）舉辦 A-Level 考试。在此之前，為考試委員會與劍橋大學考試委員會國際考試部合作舉辦。该国的 A-Level 考試被認為比英國版還更具挑戰性。

## 先前使用地區

### 加勒比地區
加勒比地區國家脫離使用 A-Level，改使用加勒比聯合考試委員會（Caribbean Examinations Council） 舉辦的「加勒比高級程度試驗」（Caribbean Advanced Proficiency Examinations／CAPE）。並且成為一個正式的升大學考試。不過，某些大學也接受國際文憑組織或是歐洲文憑組織（European Baccalaureate）的成績。

### 香港
在香港，以往中學生完成兩年預科後應考香港高級程度會考，不少學生會同時報考較遲開考但程度較淺的英國高級程度會考作為保險。不過由於中學學制改革，於2013年舉辦最後一屆，之後與香港中學會考一同被2012年起舉辦的香港中學文憑（HKDSE）考試取代，報考英國高考的人數大幅減少。
目前，大多由直接資助計劃開辦的中學或國際學校提供GCE A-level考試，包括：
- 愉景灣國際學校（英语：Discovery Bay International School）
- 德瑞國際學校
- 哈羅香港國際學校
- 弘爵國際學校（英语：Sear Rogers International School）
- 港青基信書院
- 香港浸會大學附屬學校王錦輝中小學
- 滙基書院（東九龍）
- 大光德萃書院